# Ruth Ellen Brosseau
Ruth Ellen Brosseau (ur. 28 kwietnia 1984 w Ottawie) – kanadyjska polityk, deputowana do Izby Gmin.

## Życiorys
Urodziła się w Ottawie, wychowywała się w Hudson i następnie w Kingston, dokąd przeprowadziła się jej rodzina. W wieku 17 lat urodziła syna. Szkołę średnią ukończyła częściowo dzięki kursom korespondencyjnym. Pracowała jako asystentka menedżera baru w kampusie uniwersyteckim Carleton University. Kształciła się także w St. Lawrence College w Kingston w zakresie reklamy i marketingu. W oficjalnych notach biograficznych podawała, że ukończyła studia. Jednakże uczelnia ta publicznie zaprzeczyła, by Ruth Ellen Brosseau została jej absolwentką.
Zaangażowała się w działalność polityczną w ramach lewicowej Nowej Partii Demokratycznej. W wyborach w 2011 była kandydatką NDP w okręgu wyborczym Berthier-Maskinongé w Quebecu. W mediach pojawiły się informacje, że nastąpiło to dzięki znajomości z jednym z członków partyjnej grupy organizacyjnej ds. wyborów. W wyniku głosowania uzyskała mandat deputowanej z wynikiem 39,6% głosów, pokonując m.in. dotychczasowego posła Guya Andrégo z Bloku Quebecu. Jako kandydatka nie udzielała wywiadów, władze partii przyznawały, że polityk startująca z francuskojęzycznego okręgu nie posługuje się płynnie językiem francuskim. Końcówkę kampanii wyborczej spędzała na wakacjach w Las Vegas, co przyniosło jej przydomek „Vegas Girl”.
W trakcie parlamentarnej kadencji zyskała stopniowo przychylność mediów. Awansowała także w partyjnej strukturze, wchodząc w skład gabinetu cieni (jako zastępca rzecznika ds. rolnictwa), a w 2014 objęła stanowisko wiceprzewodniczącej NDP. W wyborach w 2015 z powodzeniem ubiegała się o reelekcję w tym samym okręgu, uzyskując 42,2% głosów. W maju 2016 podczas awantury w parlamencie przed jednym z głosowań premier Justin Trudeau uderzył ją łokciem w klatkę piersiową. Wydarzenie to zyskało rozgłos medialny, Ruth Ellen Brosseau twierdziła, że przez ten incydent nie mogła zagłosować. Justin Trudeau publicznie przeprosił ją za tę sytuację, twierdząc, że uderzenie miało charakter nieumyślny. W 2019 nie utrzymała mandatu, przegrywając z kandydatem ugrupowania Blok Quebecu.